# Windows Mobile
Windows Mobile 2003, evolucionat cap a Windows Phone és un sistema operatiu mòbil compacte desenvolupat per Microsoft, i dissenyat per funcionar en telèfons intel·ligents (Smartphone) i altres dispositius mòbils. Windows Phone forma part dels sistemes operatius amb interfície natural d'usuari.
Es basa en el nucli del sistema operatiu Windows CE i compta amb un conjunt d'aplicacions bàsiques utilitzant les API de Microsoft Windows. Està dissenyat per a ser similar a les versions d'escriptori de Windows estèticament. A part, hi ha una gran oferta de programari de tercers disponible per a Windows Mobile, que es pot adquirir a través de Windows Marketplace for Mobile.
Originalment va aparèixer sota el nom de Pocket PC, com una ramificació de desenvolupament de Windows CE per a equips mòbils amb capacitats limitades. En l'actualitat, la majoria dels telèfons amb Windows Mobile inclouen el estilet digital, que s'utilitza per introduir ordres prement a la pantalla. Windows Mobile va evolucionar i canviar de nom diverses vegades durant el seu desenvolupament, l'última versió l'anomenada Windows Phone, va sortir a l'octubre de 2010.
Windows Mobile disposa d'aplicacions conegudes de Microsoft com Pocket Outlook, ActiveSync, Pocket Internet Explorer, Windows Media i MSN Messenger. Com a resultat de l'aliança estratègica de Microsoft i Nokia, l'octubre de 2011 va ser presentat el Nokia Lumia 800, primer terminal de la companyia finlandesa en aplicar Windows Phone.
Si bé molts pensen que Windows Mobile havia estat descontinuat temporalment en favor del nou sistema operatiu Windows Phone, l'àmplia gamma de telèfons industrials va fer a Microsoft optar al 2010 per una tercera línia de sistemes operatius per a mòbils a la qual va anomenar Windows Embedded Handheld 6.5, que vindria a ser la nova línia de sistemes operatius basats en Windows Mobile 6.5, actualment l'última versió disponible d'aquesta nova línia és Windows Embedded 8.1 Handheld, la qual està basada en Windows Phone 8.1.

## Característiques
Tant Windows Mobile per Pocket PC, com Windows Mobile per a telèfons intel·ligents, posseeixen bastants aspectes semblants.
- En la pantalla "Avui" ens mostrarà la data actual, la informació de l'amo, les cites properes, els missatges E-mail, i les tasques. En la part inferior apareixerà, generalment, una barra amb dos botons. També inclou una barra que inclou icones per notificar l'estat del Bluetooth, bateria, cobertura, etc. Aquest tema predeterminat pot ser canviat afegint o eliminant complements, com per exemple, alarma, temperatura, estat de la bateria.
- En la barra de tasques mostra: l'hora actual, el volum i l'estat de la connectivitat. Quan un programa o un missatge estan oberts l'espai en blanc, en el qual estava el rellotge es converteix en una "ok" o una icona de tancar (x). La característica principal de la barra de tasques és el botó d'Inici, que està dissenyat perquè sigui semblant al botó d'Inici de les versions d'escriptori de Windows. El menú d'Inici ofereix programes oberts recentment, nou entrades del menú personalitzades, i accessos directes a programes, ajustos, cerques, i ajuda.
- Les versions Pocket PC inclouen en Windows Mobile aplicacions de Microsoft Office. Aquests inclouen Pocket Word i Pocket Excel. En Windows Mobile 5.0 s'inclou Pocket PowerPoint. Aquestes versions inclouen moltes de les característiques que s'utilitzen en versions d'escriptori, però algunes altres característiques com la inserció de les taules i imatges no s'han inclòs versions anteriors a Windows 5.0. ActiveSync té la capacitat de convertir arxius de versions d'escriptori a arxius compatibles amb Pocket PC.
- Outlook Mobile és també un programa que ve amb Windows Mobile. Això inclou tasques, calendari, contactes, i la safata d'entrada. Microsoft Outlook per a les versions d'escriptori s'inclou de vegades en els CD-ROM's del fabricant del Pocket PC.
- Windows Mitjana Player for Windows Mobile s'afegeix amb el programari. Actualment, totes les Pocket PC inclouen la versió 9 del reproductor, però la versió 10 s'ha inclòs amb un maquinari més nou i amb les noves versions de Windows Mobile. Per a alguns dispositius, la versió 10 està disponible per a la seva descàrrega només per determinats dispositius - aquests inclouen els dispositius de la gamma de Dell Axim. Windows Mitjana Player reprodueix: WMA, WMV, MP3, i AVI. Els arxius MPEG actualment no estan suportats, i s'ha de descarregar un programa de tercers per reproduir-los, i els arxius de WAV es reprodueixen en un reproductor per separat. Algunes versions són també capaces de reproduir M4A.
- Client per RPV's PPTP

## Versions

### Pocket PC 2002
PocketPC 2002, utilitza Windows CE 3.0. Dissenyat per a dispositius Pocket PC amb pantalla 240 × 320 (QVGA) (sense teclat), Windows Mobile 2002 era, com el llançament original PocketPC 2000, una entitat independent en la gamma de dispositius Microsoft Embedded. Amb els llançaments futurs, les línies de Pocket PC i Smartphone xocaven cada vegada més, mentre que els termes de llicència es van relaxar permetent que els OEMs s'aprofitessin de les idees més innovadores de disseny.

### Windows Mobile 2003
La tercera versió és Windows Mobile 2003. Va ser comercialitzada el 23 de juny de 2003, i era el primer llançament sota el nom Windows Mobile. Vi en tres edicions diferents. Dues d'aquestes edicions són molt similars: Windows Mobile 2003 Pocket PC Edition i Windows Mobile 2003 Pocket PC Phone Edition, aquest últim dissenyat per als Pocket PC que tenen característiques de telèfons mòbils (com HTC ' s Himàlaia, distribuït en molts països com Qtek, XDA, MDA o VPA).
La tercera edició és Windows Mobile 2003 Smartphone Edition que - malgrat les seves semblances amb la de Pocket PC - és una plataforma substancialment diferent, ja que està limitada per les característiques especials d'aquest tipus de dispositius. Algunes d'aquestes limitacions són: funcionament per tecles al no disposar de pantalla tàctil, resolució de pantalla més baixa, model de seguretat que impedeix instal·lar aplicacions no signades i model de memòria diferent (diferent tipus de memòria i menor quantitat).
Windows Mobile 2003 és conegut també com a Windows CE 4.20.

#### Windows Mobile 2003 ES
Windows Mobile 2003 Segona Edició, també coneguda com a Windows Mobile 2003ES, va sortir el 24 de març de 2004 i la Dell Axim x30 va ser la primera a tenir-ho. Inclou un nombre de millores sobre el seu precursor, com:
- L'opció de canviar l'orientació de la pantalla. Això no està disponible en la versió de Smartphone.
- Pocket Internet Explorer (també conegut com a PEU) inclou l'opció de forçar a una pàgina en una disposició d'una columna, fent la lectura més fàcil lloc que només s'ha d'utilitzar el scroll vertical.
- Suport per a una resolució de pantalla VGA (640×480). També es recolza un nou Factor de forma del quadrat (240×240 i 480×480 per a les pantalles de VGA), que afavoreix als fabricants que desitgen incloure un teclat maquinari. Encara que no era la seva idea original, Microsoft va decidir agregar-la a causa de la pressió de fabricants del Pocket PC.
- Suport per Wi-Fi.

Windows 2003ES Mobile utilitza Windows CE 4.21.111

### Windows Mobile 5.0
Conegut com a "Magneto" (nom en clau), va sortir al mercat el 9 de maig del 2005. Utilitza Windows CE 5.0 i utilitza .NET Compact Framework 1.0 SP2 - una plataforma de desenvolupament .NET per als programes basats en .NET que utilitza.
Va ser llançat en la conferència de desenvolupadors Windows Mobile Embedded a Las Vegas, el 12 de maig de 2005.
- Una nova versió de Office cridada "Office Mobile".
  - S'agregarà una versió de Powerpoint denominada "Powerpoint Mobile".
  - Excel Mobile afegeix la capacitat de veure representacions gràfiques.
  - Word Mobile inclourà la capacitat d'inserir taules i gràfics.
- Reproductor "Windows Mitjana 10 Mobile".
- Identificador de trucades amb fotos.
- Un paquet multimèdia que facilitarà l'administració de vídeos i fotos.
- Ajuda millorada de Bluetooth.
- Interfície d'administració GPS per als programes de navegació instal·lats.
- Millores de la funcionalitat de "Microsoft Exchange Server" les millores funcionen solament amb Exchange 2003 SP2 instal·lat.
- Suport per a teclats QWERTY inclòs per defecte.
- Simplificació del sistema d'informe d'errors, com les versions de Windows de sobretaula i servidors.
- ActiveSync 4.2, prometent 10-15% d'augment de la velocitat en la sincronització de dades.
- Client per PPTP i L2TP/IPsec VPNs.
- La memòria no volàtil (ROM) està disponible en Pocket PC permetent un augment de la bateria. Anteriorment més del 50% (suficient per 72 hores de magatzematge) d'energia de la bateria es reservava per mantenir dades en la memòria RAM (volàtil). Els dispositius basats en Windows usa la memòria RAM com el seu mitjà de magatzematge primari a l'ús de memòria flaix.

### Windows Mobile 6.0
Conegut com a Crossbow (nom en clau), va ser llançat el 12 de febrer del 2007 en el 3GSM World Congress 2007.Correctament
Ofereix tres versions: Windows Mobile 6 Standard per Smartphones (telèfons sense pantalla tàctil), Windows Mobile 6 Professional per PDAs amb la funcionalitat del telèfon (Pocket PC Phone Edition), i Windows Mobile 6 Classic per PDAs sense telefonia IP.
Utilitza Windows CE 5.2 i lligat fortament als productes: Windows Vista, Windows Live, Microsoft Office i Exchange 2007.
L'estàndard de Windows Mobile 6 primer va ser ofert en l'Orange SPV I650 (HTC Vox).
Resum d'especificacions
- Basat en Windows CE 5.0 (versió 5.2)
- Suporta les resolucions 800x480 i 320x320.
- Opció d'1:1 a la pàgines web
- Avançades proposicions del negoci i de l'empresa()
- Experiència consolidada del telèfon
- Operating System Live Update[2]
- Accés d'escriptori remot millorat[2]
- Desenvolupament i distribució de la dona més ràpid i més fàcil.
- Suport VoIP amb els codec de l'àudio AEC (Acoustic Tiro Cancelling) i MSRT
- Windows Live per Windows Mobile.[2]
- Opció de millora de l'experiència del client.[2]
- La pila Bluetooth de Microsoft ha millorat notablement.
- Xifrat de la targeta d'emmagatzematge - Windows Mobile 6 per Pocket PC i Smartphone suporten el xifrat de les dades emmagatzemades en targetes externes d'emmagatzematge.
- Smartfilter per buscar més ràpidament emails, contactes, cançons, arxius, etc.
- Millora d'Internet Sharing per a una fàcil configuració del teu dispositiu com a mòdem de computadora portàtil.()
- Outlook Mobile ara suporta HTML.
- Capacitat de buscar per a contactes en Exchange Server Address Book.
- Suport AJAX, Javascript i XMLDOM en Internet Explorer Mobile.
- Out of Office Replies (requereix Microsoft Exchange 2007).
- Suport Generic Access Network (UMA) per als operadors seleccionats (com BT en el Regne Unit).
- Server Search per buscar en tota la safata d'entrada de Exchange des del dispositiu. (Requereix Exchange 2007)
- .NET Compact Framework v2 SP1 en la ROM.
- SQL Server Compact Edition en la ROM.
- Els formats Office 2007 XML no estan suportats.

### Windows Mobile 6.1
La versió de Windows Mobile 6.1 va ser anunciada l'1 d'abril de 2008. És una actualització menor de Windows Mobile 6.0 que inclou diverses millores de rendiment, una pantalla inicial redissenyada (només en Windows Mobile Standard Edition), zoom a pàgina completa en Internet Explorer, etc.

### Windows Mobile 6.5
La versió 6.5 era una actualització important de la plataforma Windows Mobile que va ser alliberada als fabricants l'11 de maig de 2009. El 6 d'octubre de 2009 va ser el llançament mundial d'aquesta nova versió de Windows Mobile. La major novetat de Windows Mobile 6.5 és el canvi complet de la interfície d'usuari per adaptar-ho als nous dispositius tàctils de manera que es puguin manejar fàcilment amb el dit, sense necessitat d'un punter com en versions anteriors. Aquesta versió és una transició entre Windows Mobile 6, Windows Mobile 7 i Windows Phone 7
Algunes novetats importants són:
- Windows Marketplace: A partir de la versió 6.5, tots els telèfons incorporen un accés a la tenda d'aplicacions de Microsoft.
- Internet Explorer Mobile 6: Nova versió d'Internet Explorer que ha estat reescrit completament per proporcionar una navegació més intuïtiva. S'ha actualitzat la seva interfície per poder ser controlat en dispositius tàctils de forma fluida.
- Microsoft My Phone Arxivat 2013-01-04 at Archive.is: Aquesta aplicació permet disposar de 200 MB en els servidors de Microsoft per mantenir una còpia de seguretat de les dades del telèfon mòbil com a contactes, missatges, SMS, notes, documents, i música. Aquesta aplicació està també disponible per Windows Mobile 6 (aquest servei ja no està operatiu).
- Microsoft Office Mobile 6.1: Conté els següents programes: Word Mobile, Excel Mobile, PowerPoint Mobile i OneNote Mobile que són versions de les aplicacions Office adaptades a un telèfon mòbil. Aquesta versió de Office és capaç de treballar directament amb fitxers amb el format estàndard de Open XML que està implementat des de la versió Office 2007.

### Windows Mobile 7
Aquesta seria la versió que diversos desenvolupadors van poder descarregar en filtracions a través del fòrum XDA. El que va poder haver estat el successor de Windows Mobile 6.5 va ser cancel·lat a favor de Windows Phone 7, per donar importància a un sistema operatiu nou. Windows Mobile 7 havia de ser l'actualització major de Windows Mobile per reemplaçar WM6.5 abans que Microsoft no va decidir apostar per Windows Phone 7. Windows Mobile 7 va ser desenvolupat des de la fi de 2009, i diversos desenvolupadors han rebut l'actualització en beta des del fòrum de desenvolupadors XDA. Es rumorea que Microsoft va cancel·lar l'actualització perquè «s'estaria sortint del pla del seu sistema operatiu mòbil ideal». Dels desenvolupadors que van provar vistes prèvies en desenvolupament, Windows Mobile 7 tindria moltes noves funcions i un Metre UI no tan integrat com es veu a Windows Phone 7. El sistema se semblaria a Windows Vista i correria les mateixes aplicacions de Windows Mobile. Un temps després de Windows Mobile 6.5, es va anunciar que Windows Phone 7 anava a ser llançat, en lloc de Windows Mobile 7, que l'equip de desenvolupadors va definir com «un sistema sense rumb». Windows Mobile 7 va utilitzar el mateix nom en clau que Windows Phone 7 va usar, Photon.